# Iryna Heraščenko
Iryna Ihorivna Heraščenko (in ucraino Ірина Ігорівна Геращенко? ; traslitterazione anglosassone: Iryna Ihorievna Herashchenko; Kiev, 10 marzo 1995) è un'altista ucraina.

## Biografia
In carriera ha conquistato l'argento alle Universiadi 2019 e agli europei indoor nel 2021. Ai Giochi olimpici di Tokyo 2020 si classifica in quarta posizione con la misura di 1,98 metri. Arriva quarta anche ai mondiali di Eugene, nel 2022. Nel 2024 ottiene la medaglia di bronzo ai campionati europei di Roma, giungendo alle spalle della connazionale Mahučich e di Angelina Topić; alle Olimpiadi di Parigi dello stesso anno Heraščenko vince un'altra medaglia di bronzo a pari merito con l'australiana Patterson, grazie alla misura saltata di 1,95 metri.

## Palmarès
| Anno | Manifestazione           | Sede           | Evento        | Risultato | Prestazione | Note                                     |
| ---- | ------------------------ | -------------- | ------------- | --------- | ----------- | ---------------------------------------- |
| 2011 | Mondiali U18             | Lilla          | Salto in alto | Argento   | 1,87 m      |                                          |
| 2012 | Mondiali U20             | Barcellona     | Salto in alto | 7ª        | 1,85 m      |                                          |
| 2013 | Europei indoor           | Göteborg       | Salto in alto | 16ª (q)   | 1,85 m      |                                          |
| 2013 | Europei U20              | Rieti          | Salto in alto | Bronzo    | 1,84 m      |                                          |
| 2014 | Mondiali indoor          | Sopot          | Salto in alto | 10ª (q)   | 1,92 m      |                                          |
| 2014 | Mondiali U20             | Eugene         | Salto in alto | 5ª        | 1,85 m      |                                          |
| 2014 | Europei                  | Zurigo         | Salto in alto | 20ª (q)   | 1,85 m      |                                          |
| 2015 | Europei indoor           | Praga          | Salto in alto | 10ª (q)   | 1,91 m      |                                          |
| 2015 | Europei U23              | Tallinn        | Salto in alto | Bronzo    | 1,87 m      |                                          |
| 2015 | Mondiali                 | Pechino        | Salto in alto | 23ª (q)   | 1,85 m      |                                          |
| 2015 | Giochi mondiali militari | Mungyeong      | Salto in alto | Argento   | 1,84 m      |                                          |
| 2016 | Europei                  | Amsterdam      | Salto in alto | 18ª (q)   | 1,85 m      |                                          |
| 2016 | Giochi olimpici          | Rio de Janeiro | Salto in alto | 10ª       | 1,93 m      |                                          |
| 2017 | Europei U23              | Bydgoszcz      | Salto in alto | Argento   | 1,92 m      |                                          |
| 2017 | Mondiali                 | Londra         | Salto in alto | 13ª (q)   | 1,89 m      |                                          |
| 2017 | Universiadi              | Taipei         | Salto in alto | Argento   | 1,91 m      |                                          |
| 2018 | Mondiali indoor          | Birmingham     | Salto in alto | 7ª        | 1,84 m      |                                          |
| 2019 | Europei indoor           | Glasgow        | Salto in alto | 5ª        | 1,94 m      |                                          |
| 2019 | Universiadi              | Napoli         | Salto in alto | Argento   | 1,91 m      |                                          |
| 2019 | Mondiali                 | Doha           | Salto in alto | 23ª (q)   | 1,85 m      |                                          |
| 2019 | Giochi mondiali militari | Wuhan          | Salto in alto | Bronzo    | 1,90 m      |                                          |
| 2021 | Europei indoor           | Toruń          | Salto in alto | Argento   | 1,98 m      | Miglior prestazione personale            |
| 2021 | Giochi olimpici          | Tokyo          | Salto in alto | 4ª        | 1,98 m      | Miglior prestazione personale stagionale |
| 2022 | Mondiali indoor          | Belgrado       | Salto in alto | 5ª        | 1,92 m      |                                          |
| 2022 | Mondiali                 | Eugene         | Salto in alto | 4ª        | 2,00 m      | Miglior prestazione personale            |
| 2022 | Europei                  | Monaco         | Salto in alto | 5ª        | 1,93 m      |                                          |
| 2023 | Mondiali                 | Budapest       | Salto in alto | 5ª        | 1,94 m      |                                          |
| 2024 | Europei                  | Roma           | Salto in alto | Bronzo    | 1,95 m      | =                                        |
| 2024 | Giochi olimpici          | Parigi         | Salto in alto | Bronzo    | 1,95 m      | =                                        |